# Wit spannertje
Het wit spannertje (Asthena albulata) is een nachtvlinder uit de familie van de spanners (Geometridae). 

## Kenmerken
De voorvleugellengte bedraagt tussen de 9 en 11 mm. De basiskleur van de vleugels is wit. Over de vleugel lopen bruine dwarsbanden, en langs de buitenrand van beide vleugels loopt een rij zwarte stippen.

## Waardplanten
Het wit spannertje gebruikt hazelaar, berk en soms haagbeuk als waardplanten. De rups is te vinden van mei tot september. De soort overwintert als pop.

## Voorkomen
De soort komt verspreid in Europa voor. 

### Nederland en België
Het wit spannertje is in Nederland een zeldzame en in België een niet zo gewone soort. De vlinder kent jaarlijks twee generaties die vliegen van halverwege april tot en met augustus.